# Antiblemma sterope
Antiblemma sterope là một loài bướm đêm trong họ Erebidae.

## Hình ảnh

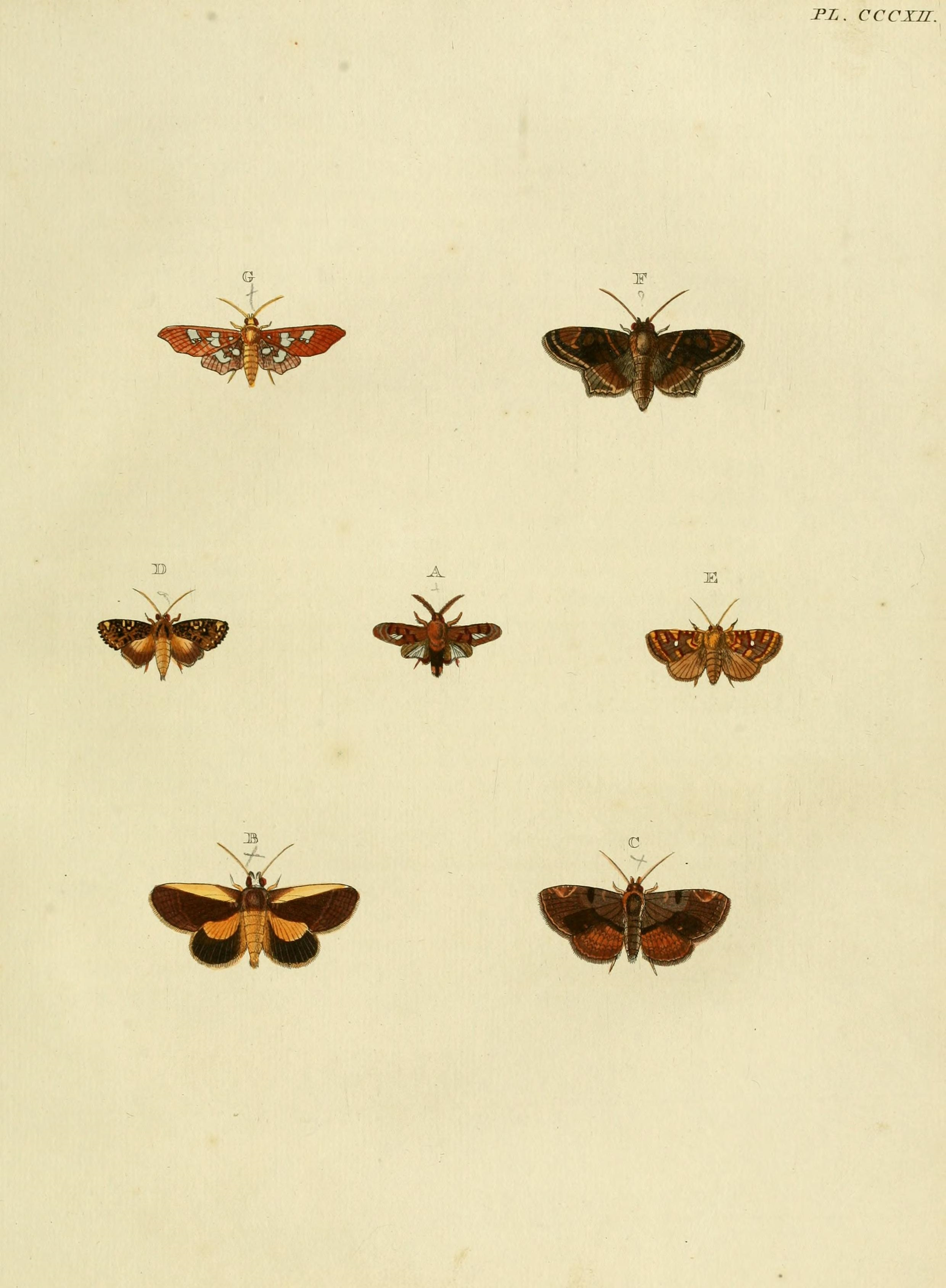